# Pterolepis berberica
Pterolepis berberica är en insektsart som först beskrevs av Galvagni 1989.  Pterolepis berberica ingår i släktet Pterolepis och familjen vårtbitare.

## Underarter
Arten delas in i följande underarter:
- P. b. berberica
- P. b. dubronyi